# Michaił Dudko
Michaił Andriejewicz Dudko, ros. Михаил Андреевич Дудко (ur. 31 grudnia 1902 r. w Petersburgu, zm. 11 września 1984 r. w Leningradzie) – radziecki artysta baletowy, kolaboracyjny artysta podczas II wojny światowej
Ukończył szkołę choreograficzną w Piotrogradzie. Od 1920 r. występował na scenach teatrów opery i baletu. Szybko został wiodącym artystą baletowym Leningradu. Grał główne role w baletach: "Solveig" i "Szubertiana" (1922), "Eros", "Egipskie noce", "Don Kichot" i "Pawilon Armidy" (1923), "Kandaules" (1925), "Czerwony mak" i "Korsarz" (1931), "Jezioro łabędzie" (1934), "Fontanna bakczysarajska" (1934), "Esmeralda" (1935), "Partyzanckie dni" (1937), "Rajmunda" (1938), "Laurencja" (1939), "Taras Bulba" (1940). W 1939 r. otrzymał tytuł Zasłużonego Artysty Związku Radzieckiego. Po ataku wojsk niemieckich na ZSRR 22 czerwca 1941 r., pozostał na okupowanych terenach. Występował w zespole artystycznym Nikołaja K. Pieczkowskiego w różnych miastach i obozach jenieckich dla czerwonoarmistów. Po zakończeniu wojny został aresztowany. Po wyjściu na wolność w latach 1953–1962 występował w teatrach opery i baletu w Ufie, Nowosybirsku i Tbilisi.